# أرتيم بيكوف
أرتيم بيكوف (بالروسية: Быков, Артём Геннадьевич)‏ (19 أكتوبر 1992 بمينسك في روسيا البيضاء - ) هو لاعب كرة قدم بيلاروسي في مركز الوسط. شارك مع منتخب بيلاروسيا تحت 21 سنة لكرة القدم ومنتخب روسيا البيضاء لكرة القدم. أما مع النوادي، فقد لعب مع دينامو برست ودينامو مينسك ونادي مينسك وFC Energetik-BGU Minsk ‏ وFC Bereza-2010 ‏.

## وصلات خارجية
- أرتيم بيكوف على موقع الاتحاد الأوربي (الإنجليزية)
- أرتيم بيكوف على موقع قاعدة بيانات كرة القدم.إي يو (الإنجليزية)
- أرتيم بيكوف على موقع ناشيونال فوتبول تيمز (الإنجليزية)
- أرتيم بيكوف على موقع Soccerway.com (الإنجليزية)
- أرتيم بيكوف على موقع عالم كرة القدم.نت (الإنجليزية)